# Rybitwa popielata
Rybitwa popielata (Sterna paradisaea) – gatunek średniego, wędrownego ptaka wodnego z rodziny mewowatych (Laridae).

## Systematyka
W wielu starszych publikacjach takson ten bywał opisywany pod nazwą Sterna macrura. Nie wyróżnia się podgatunków. Może krzyżować się z rybitwą różową (S. dougallii).

## Występowanie
Rybitwa popielata odbywa lęgi na obszarze okołobiegunowym, ma globalnie płynny zasięg występowania. Można ją spotkać w regionach przybrzeżnych w chłodniejszym umiarkowanym klimacie części Ameryki Północnej i Eurazji podczas lata na półkuli północnej. Podczas lata na południu można znaleźć rybitwę na morzu, aż do północnego krańca obszaru występowania lodu antarktycznego.
Zamieszkuje najdalsze północne krańce Eurazji i Ameryki Północnej, pas od Islandii przez Wyspy Brytyjskie, wybrzeża Francji, Niemiec i Beneluksu, Półwysep Skandynawski, przez Syberię po Cieśninę Beringa i dalej Aleuty, Amerykę Północną osiągając na południu Kolumbię Brytyjską i Nowy Jork, a także Grenlandię. W Europie najbardziej wysunięte na południe lęgi znajdują się w południowo-zachodniej Francji. Zimuje na paku otaczającym Antarktydę.
W Europie Środkowej widuje się ją głównie nad Morzem Północnym i Bałtykiem. Przylatuje w połowie kwietnia, a odlatuje od lipca do października.
W Polsce rybitwa popielata dawniej gnieździła się sporadycznie i nieregularnie w Zatoce Gdańskiej, na Zalewie Wiślanym i na jeziorach przymorskich Łebsko i Gardno – najwyżej kilkanaście par. Ostatni lęg na terenie kraju odnotowano w 1983. Regularnie, lecz bardzo nielicznie na przelotach na wybrzeżu, tylko wyjątkowo spotykana w głębi lądu.

### Wędrówki
Jest to ptak odbywający najdłuższe wędrówki – trasa w jedną stronę może wynosić około 30 000 km. Północne populacje z Europy, przelatując wzdłuż jej zachodnich wybrzeży, spotykają ptaki z południowego wschodu Ameryki Północnej. Obie grupy lecą dalej wzdłuż zachodnich wybrzeży Afryki, docierając do Przylądka Dobrej Nadziei (niektóre populacje do Chile). Następnie zmierzają na Antarktydę, gdzie kończą swą podróż. W ten sposób przemierzają ogromne dystanse, co powiększa jeszcze okrążenie całej Antarktydy w ciągu roku lub dwóch. Dlatego też 25-letnia rybitwa popielata w swoim życiu może przelecieć trasę ok. 1 000 000 km.
Dane pozyskane z badania wędrówek tych ptaków morskich wskazują, że odległość podróży może wynieść w przybliżeniu 96 000 km; z lęgowisk na Wyspach Farne, u wybrzeży Northumberland, do zimowisk na Antarktydzie.

## Charakterystyka

### Cechy gatunku
Brak wyraźnego dymorfizmu płciowego. W upierzeniu godowym wierzch głowy i końcówki skrzydeł czarne, tułów i skrzydła szare, boki głowy i szyi, kuper i ogon białe. Dziób i nogi całe czerwone. Szyja, pierś i brzuch popielate. W upierzeniu spoczynkowym spód ciała i czoło bieleją, a dziób i nogi stają się czarne. Stojący ptak ma znacznie wystający ogon poza skrzydła. Najdłuższa lotka dłoniowa opatrzona jest podłużnym pasem o szerokości do 2 mm (u rybitwy rzecznej ma 4–5 mm). Osobniki młodociane podobne do dorosłych w upierzeniu spoczynkowym, jednak ich grzbiet i skrzydła pokrywają gęste, ciemne plamki. W Europie prawie nie widuje się jej w szacie spoczynkowej.
Rybitwa popielata przypomina bardzo rybitwę rzeczną (zwyczajną), od której jest nieco mniejsza, ma krótsze nogi, trochę krótszy dziób, szyję i skrzydła, ma za to dłuższy ogon. Skrajne sterówki ogona są jaśniejsze i dłuższe. Czarne końcówki lotek tworzą wąski pas wyraźnie kontrastujący z białym spodem skrzydła, podczas gdy u rybitwy rzecznej pas ten jest sporo szerszy, ale mało kontrastujący z resztą skrzydła. Rozróżnienie piskląt obu gatunków jest również trudne. Brzuch piskląt rybitwy popielatej ma kolor szary, podczas gdy pisklęta rybitwy rzecznej mają brzuch biały. Wierzch ciała większości piskląt rybitwy popielatej ma kolor jasnobrązowy jak u rybitwy rzecznej, ale kilka–kilkanaście procent piskląt ma szary wierzch ciała.
Rybitwy popielate mają stosunkowo krótsze nogi niż inne gatunki rybitw; może to być adaptacja do życia związana z niskimi temperaturami – temperatura zamarzania wody morskiej wynosi –1,8 °C, a dzienne średnie minimalne temperatury notowane przez rejestratory założone ptakom, wynoszą od 0 do –5 °C.

### Wymiary średnie
długość ciała ok. 30–38 cm

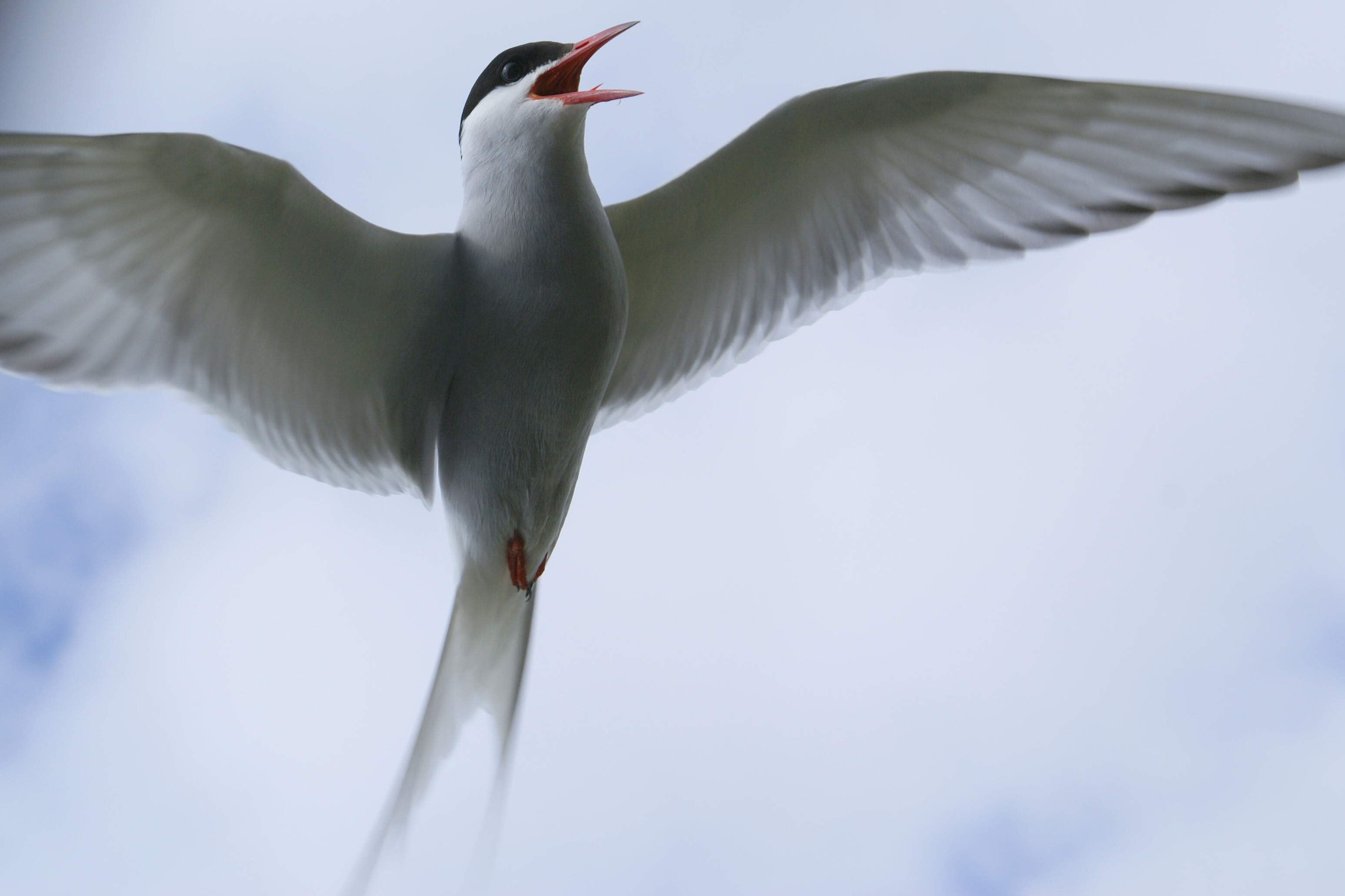
Rybitwa popielata broniąca gniazda, południowa Islandia

rozpiętość skrzydeł ok. 75–85 cm
masa ciała ok. 85–125 g

### Głos
Odgłosy są mniej skrzeczące niż mewy zwyczajnej, a bardziej przenikliwe niż mewy rzecznej i układają się w ciągłe „krii” lub „kirr”.

## Biotop
Kolonie na nieporośniętych piaszczystych i skalistych brzegach wód słonych i słodkich, słonych łąkach, wydmach oraz wyspach w pasie iglastych lasów tundry. Wyjątkowo mogą się gnieździć na jeziorach śródlądowych. Zimuje głównie na paku lodowym.
Rybitwy popielate zamieszkują na lodzie antarktycznym przez jedną trzecią cyklu rocznego.

## Okres lęgowy

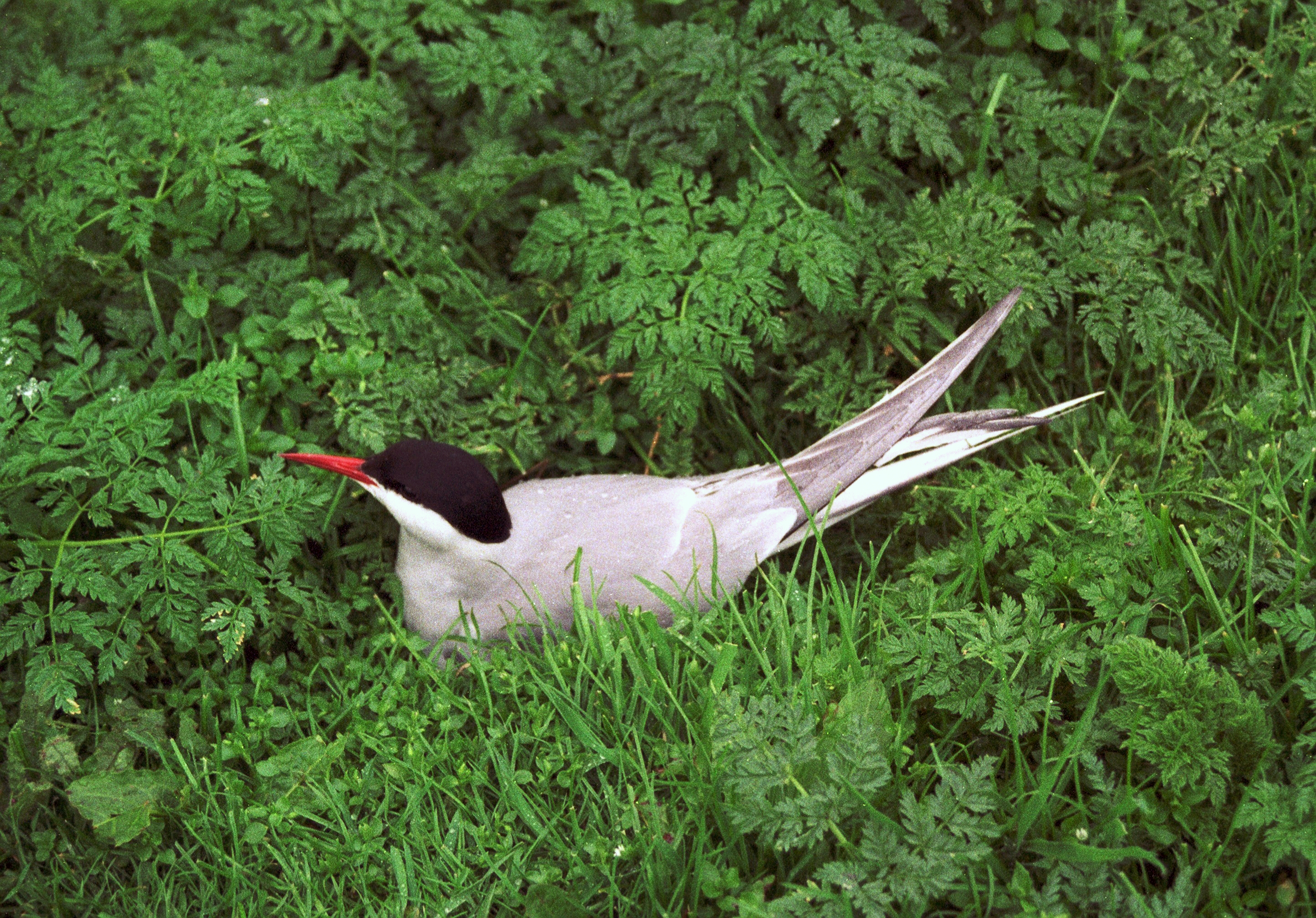
Rybitwa popielata na gnieździe, Anglia

### Toki
Na lęgowiska wraca w kwietniu i maju. W czasie toków samce przynoszą do kolonii ryby, podarowując je różnym samicom. Dopiero jednak po dobraniu się w pary partner karmi regularnie swoją partnerkę.

### Gniazdo
W różnorodnych miejscach. Gniazdo to płytka jamka ubogo wysłana suchymi źdźbłami i kawałkami muszli. Tworzy wielkie kolonie liczące od kilku do kilkuset par.

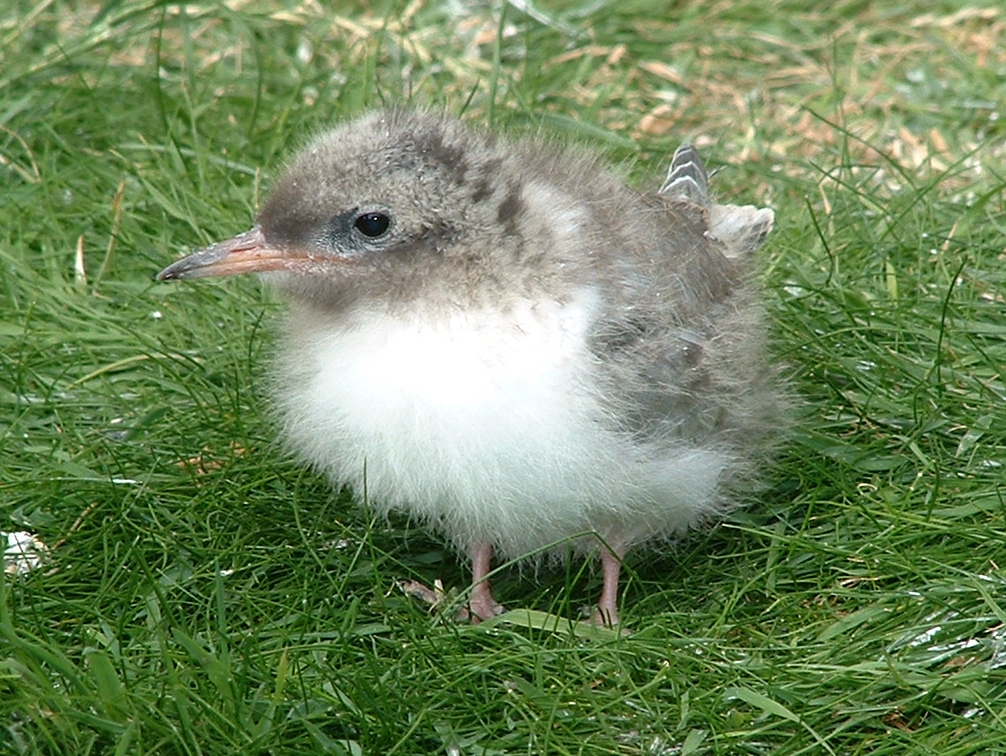
Pisklę na wyspach Farne, Anglia

### Jaja
W ciągu roku wyprowadza jeden lęg, składając w maju–lipcu 2–3 szare lub brunatne jaja w ciemne plamki.

### Wysiadywanie i dorastanie

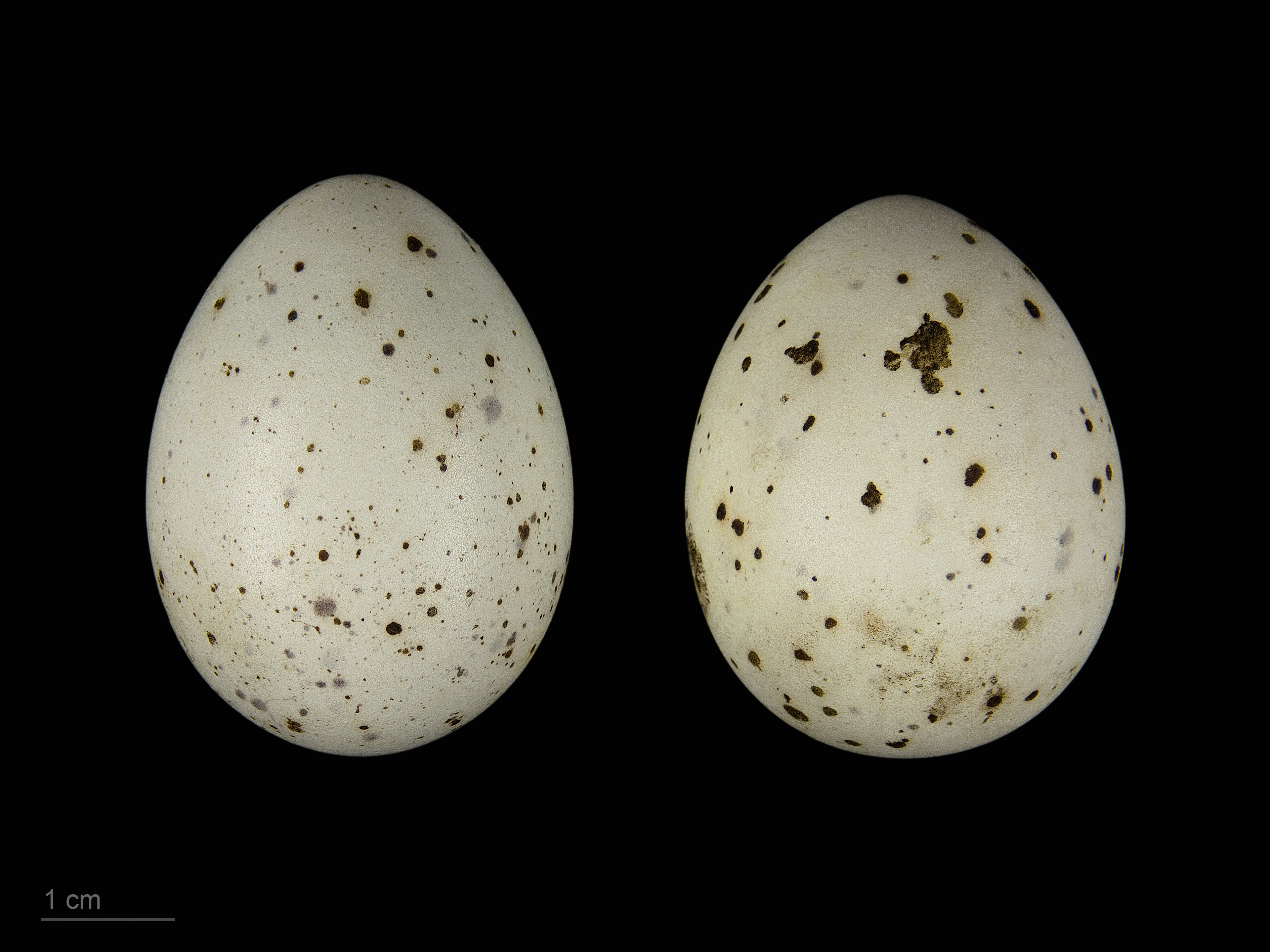
Jaja z kolekcji muzealnej

Jaja wysiadywane są przez okres 22–27 dni głównie przez samicę, która w tym czasie jest karmiona przez samca (ten też czasem wysiaduje). Wszelkie ataki z powietrza i ziemi są odpierane przez przyszłych rodziców z lotu. Poza tym napastnika oblewają kałem. Młode w puchu są na grzebiecie usiane ciemnymi drobnymi plamkami. Pisklęta pierzą się w wieku 3–4 tygodni, lecz pozostają z rodzicami potem jeszcze przez miesiąc lub dwa. Młode rozchodzą się z rówieśnikami po całej kolonii. Mimo to, rodzice niosący pokarm, przeważnie małe ryby, mięczaki, skorupiaki i morskie owady, odnajdują je bez problemu. Dojrzałość płciową osiągają po 3–4 latach. W drogę na dalekie zimowiska wyruszają od końca lipca. Pierzą się na zimowiskach w październiku.

## Pożywienie

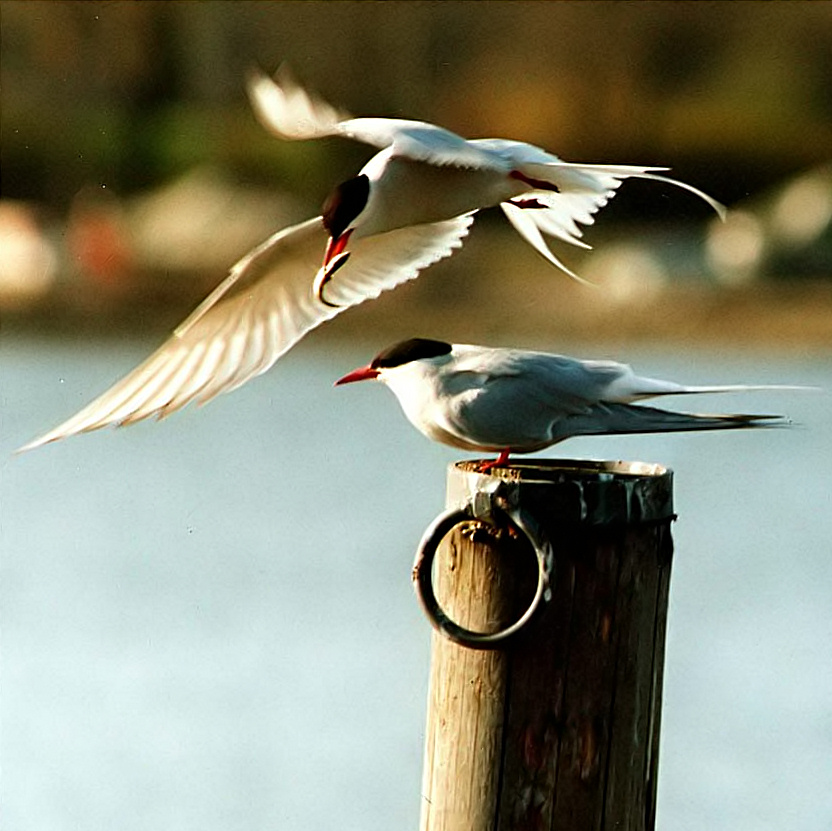
Rybitwa popielata ze zdobyczą

Drobne ryby, a także bezkręgowce m.in. skorupiaki jak krewetki i kraby. Badanie polegające na analizie piór wskazuje, że głównym źródłem pożywienia jest kryl lub podobne skorupiaki.
Podobnie jak rybitwa rzeczna polując zawisa nad wodą i atakuje ofiarę spadając na nią i nurkując. Na Morzu Wattowym zauważono, że unikają konkurencji ze strony rybitwy rzecznej i łapią ryby pływające przy powierzchni.

## Status i ochrona
Międzynarodowa Unia Ochrony Przyrody (IUCN) uznaje rybitwę popielatą za gatunek najmniejszej troski (LC – Least Concern) nieprzerwanie od 1988. W 2015 organizacja Wetlands International szacowała liczebność światowej populacji na ponad 2 miliony osobników. Trend liczebności populacji uznawany jest za spadkowy. Wymieniona w załączniku I Dyrektywy ptasiej.
W Polsce jest objęta ścisłą ochroną gatunkową, wymaga ochrony czynnej.
Zespół z Newcastle University w Wielkiej Brytanii, analizując dane z 47 migracji w ciągu dwóch lat badań między 2015 i 2017, ustalił w jaki sposób zmiany klimatu mogą wpłynąć na zachowanie tych ptaków. Stwierdzono, że istniały wyraźne różnice w zachowaniu i rozmieszczeniu ptaków między tymi oznaczonymi w 2015 w porównaniu z tymi oznaczonymi w 2017. Zbiegło się to z istotną zmianą warunków lodowych, z wysoką pokrywą lodową w 2015, a następnie niezwykle ciepłymi warunkami, które doprowadziły do rozpadu lodu pod koniec 2016 i niższą pokrywą lodową niż zwykle przez cały następny rok. Kryl jest głównym źródłem pożywienia dla rybitw, więc możliwe, że cieplejsza pogoda w 2016/2017 doprowadziła do zmniejszenia liczebności kryla, dlatego ptaki zostały zmuszone do żerowania w różnych obszarach. Regiony polarne są szczególnie wrażliwe na zmiany klimatu, a nawet niewielkie zmiany mogą mieć poważne konsekwencje dla całego łańcucha pokarmowego. Rybitwy nie są ograniczone co do miejsca gniazdowania, ale przenoszą się tam, gdzie znajdują się najlepsze miejsca żerowania.